# بالتيمور كولتس
بالتيمور كولتس (بالإنجليزية: Baltimore Colts)‏ هو نادي كرة القدم الأمريكية أمريكي تأسس في 1947.